# Cornelis de Man

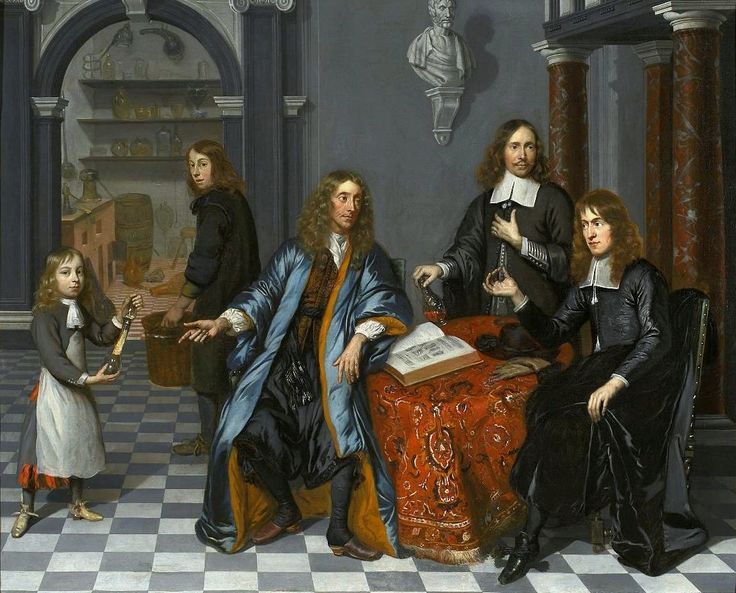
Cornelis de Man, Portret zbiorowy w domu chemika, ok. 1670, Muzeum Narodowe w Warszawie

Cornelis de Man (ur. 1 lipca 1621 w Delfcie, zm. 15 lutego 1706 tamże) – holenderski malarz i rytownik okresu baroku.

## Życiorys
Od 1642 był członkiem gildii św. Łukasza w Delfcie, a w okresie 1657–1696 wielokrotnie stał na jej czele.
W latach 1643–1653 odbył podróż przez Paryż i Lyon do Włoch (Florencja, Rzym, Wenecja). W 1654 powrócił do Deftu, gdzie pozostał do śmierci, z wyjątkiem roku 1700, który spędził w Hadze.

## Twórczość
Początkowo był pod wpływem Blancharda i Molenaera, później de Hoocha i Vermeera, a także Dou i Steena; inspirował się też portretami Tycjana. Tworzył portrety, sceny rodzajowe we wnętrzach i widoki wnętrz kościelnych, a także rodzajowe pejzaże (też marynistyczne) oraz alegorie i owocowe martwe natury.

## Wybrane dzieła
- Fabryka tranu wielorybiego (1639), Rijksmuseum, Amsterdam
- Para grająca w szachy (ok. 1670), Muzeum Sztuk Pięknych, Budapeszt
- Portret skryby, Kansallisgalleria, Helsinki
- Portret zbiorowy w domu chemika (ok. 1670), Muzeum Narodowe, Warszawa[4]
- Wnętrze Starego Kościoła w Delfcie, Muzeum Sztuk Pięknych, Lipsk
- Wnętrze kościoła św. Laurentego w Rotterdamie (1664–1666), Mauritshuis, Haga